# Championnat d'Asie de l'Ouest de football

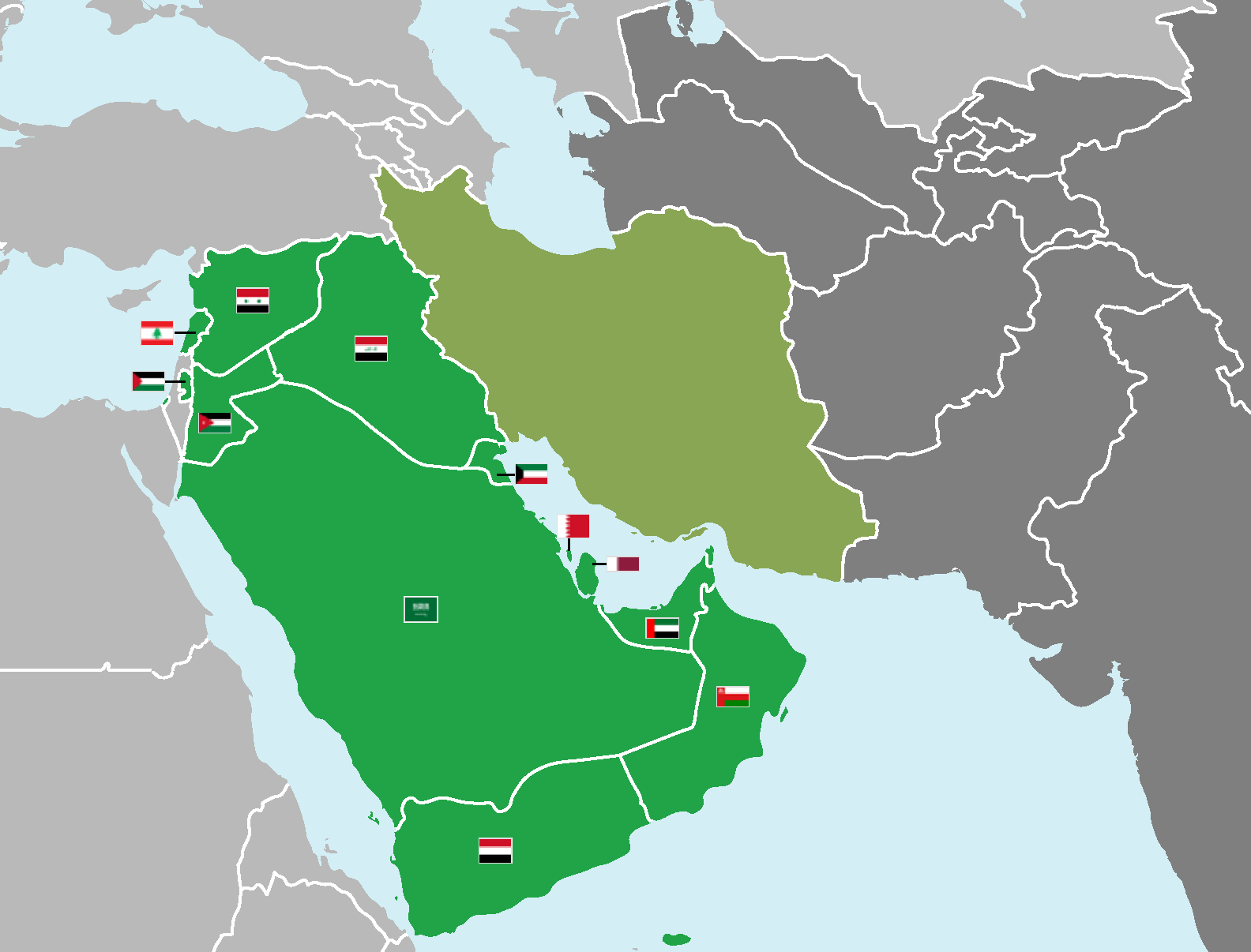
Carte des membres de la WAFF

Le Championnat d'Asie de l'Ouest de football est une compétition de football réunissant la plupart des pays et territoires de l'Ouest de l'Asie. La compétition est organisée par la Fédération de l'Asie de l'Ouest de football (WAFF).

## Palmarès
| Année | Ville organisatrice |           | Finale   | Finale    | Finale          |                 | Match pour la troisième place | Match pour la troisième place | Match pour la troisième place |
| Année | Ville organisatrice | Vainqueur | Score    | Finaliste | Troisième place | Score           | Quatrième place               |                               |                               |
| 2000  | Amman, Jordanie     | Iran      | 1 - 0    | Syrie     | Irak            | 4 - 1           | Jordanie                      |                               |                               |
| 2002  | Damas, Syrie        | Irak      | 3 - 2 ap | Jordanie  | Iran            | 2 - 2 4 - 2 tab | Syrie                         |                               |                               |
| 2004  | Téhéran, Iran       | Iran      | 4 - 1    | Syrie     | Jordanie        | 3 - 1           | Irak                          |                               |                               |
| 2007  | Amman, Jordanie     | Iran      | 2 - 1    | Irak      | Jordanie Syrie  | n/a             |                               |                               |                               |
| 2008  | Téhéran, Iran       |           | Iran     | 2 - 1     | Jordanie        |                 | Syrie Qatar                   | n/a                           |                               |
| 2010  | Amman, Jordanie     |           | Koweït   | 2 - 1     | Iran            |                 | Yémen Irak                    | n/a                           |                               |
| 2012  | Koweït, Koweït      |           | Syrie    | 1 - 0     | Irak            |                 | Oman                          | 1 - 0                         | Bahreïn                       |
| 2014  | Doha, Qatar         |           | Qatar    | 2 - 0     | Jordanie        |                 | Bahreïn                       | 0 - 0 3 - 2 tab               | Koweït                        |
|       |                     |           |          |           |                 |                 |                               |                               |                               |
| 2019  | Irak                |           | Bahreïn  | 1 - 0     | Irak            |                 | n/a                           | n/a                           |                               |

1. 1 2 3 4  Le match pour la troisième place n'est pas disputé.
2. ↑  La demi-finale n'est pas disputée, la finale a lieu directement après la phase de groupes.

## Bilan par pays
| Victoires | Pays    | Années                 |
| --------- | ------- | ---------------------- |
| 4         | Iran    | 2000, 2004, 2007, 2008 |
| 1         | Irak    | 2002                   |
| 1         | Koweït  | 2010                   |
| 1         | Syrie   | 2012                   |
| 1         | Qatar   | 2014                   |
| 1         | Bahreïn | 2019                   |